# 江湾镇 (韶关市)
江湾镇，是中华人民共和国广东省韶关市武江区下辖的一个乡镇级行政单位。

## 行政区划
江湾镇下辖以下地区：
江湾社区、锅溪村、围坪村、梁屋村、湖洋村、胡屋村和瑶族村。